# Köteles László (labdarúgó)
Köteles László (Szeged, 1984. szeptember 1. –) magyar labdarúgó, kapus.

## Pályafutása

### Diósgyőr
2007 nyarán került a Diósgyőri VTK-hoz, és rögtön első meccsétől alapembernek számított a csapatban. Sokszor csak rajta múlt, hogy a csapat nem súlyos vereséggel hagyta el a pályát. A 2007–2008-as szezonban kettő kivételével (3 sárga lap miatti eltiltás) minden meccsen ő védett. A következő idényben is kettő kivétellel ő védett, ekkor sérülés miatt hagyott ki meccset. A szurkolók szerint is Köteles volt az idényben a DVTK legstabilabb pontja, akik szívesen marasztalták. 
2008 nyarán részt vett a Norwich City edzésein, de a hivatalos indoklás szerint magasabbnak gondolták, ezért nem szerződtették. A 2008-09-es idény téli szünetében a belga Mechelen vitte volna, de nem tudtak megegyezni a két klub képviselői. A 2009–2010-es szezonban az KRC Genk képviselői Diósgyőrben is megnézték a válogatott kapust, aki a diósgyőri szurkolók kedvence és a klub egyik legértékesebb játékosa volt, akit játékostársai csapatkapitány-helyettesnek is megválasztották, 2009 augusztusában azonban a Genkbe igazolt.

### KRC Genk

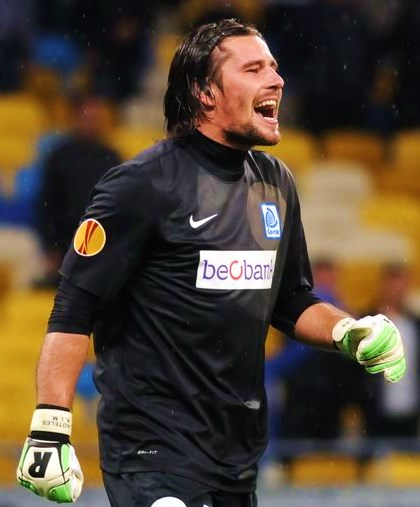
Köteles László a Genkben

2009. augusztus 21-én mutatták be új csapatában az újságíróknak. Tőzsér Dániel és Tóth Balázs személyében két magyar csapattársa is volt a belga csapatnál, akik először egy évre vették őt kölcsön a miskolci csapattól. Sokáig kellett várnia a bemutatkozásra. Ez 2009. december 26-án történt meg, ahol a magyar kapus védte a Genk kapuját a Beerschot ellen (0-1). A szezonban összesen 19 mérkőzésen védett, csapata az év végén kiharcolta a nemzetközi kupaindulás jogát. 2010. május 21-én két évvel meghosszabbították belga szerződését.
A 2010–2011-es szezon elején kisebb vita alakult ki az KRC Genk és a DVTK között a játékjogáról, így végül is, bár maradt a belgáknál, a kispadra szorult. A következő szezon elején viszont változott a helyzet, a klub eladta az első számú kapusát, a fiatal Thibaut Courtoist a Chelseanek, így ismét Köteles lett a kedvezményezett. A bizalmat többek közt a Bajnokok Ligája selejtezőjében hálálta meg, ahol a play off körben a Makkabi Haifa elleni meccsen Vladimir Dvalishvili és Eyal Golasa büntetőjét is hárította a tizenegyespárbajban. 2011. szeptember 13-án, a spanyol Valencia elleni mérkőzésen mutatkozott be a Bajnokok Ligájában, mégpedig kapott gól nélkül. A mérkőzés eredménye gól nélküli döntetlen lett. November 1-jén a Chelsea elleni hazai Bajnokok Ligája csoportmérkőzésen hárította David Luiz büntetőjét, ezzel hozzásegítve csapatát az 1-1-es döntetlenhez.
A 2012-13-as szezonban a Genk bejutott az Európa-liga csoportkörébe, ahol a Videotonnal szerepeltek egy csoportban. Köteles alapembernek számított, bokasérülése miatt kellett rövidebb időt kihagynia. 2013. január 30-án büntetőt védett az RSC Anderlecht ellen, de csapata 1-0-s vereséget szenvedett. A bajnokság 28. fordulója után bekerült a hétvége álomcsapatába. A belga kupa elődöntőjében, majd a bajnokság rájátszásában is tizenegyest védett az Anderlecht ellen. 2013. május 10-én a kupa döntőjében 2-0-s győzelmet arattak a Cercle Brugge ellen, a Genk kapuját Köteles védte. A bajnoki címet elveszítették az Anderlechttel szemben, majd a Szuperkupa fináléjában is kikaptak 1–0-ra a brüsszeli csapattól.
A 2013-14-es idényben újra bejutott csapatával az Európa-liga csoportkörébe, ahol az ukrán Dinamo Kijev ellen hatalmas bravúrokat bemutatva segítette  1–0-s idegenbeli sikerhez csapatát. A bajnokság 9. fordulójában a KV Mechelen ellen is büntetőt hárított, a belga sportsajtó pedig folyamatosan méltatta kiemelkedő teljesítményéért. Az Európa-ligában végül a nyolcaddöntőben estek ki az orosz Anzsi ellen, igaz Köteles ekkor bokasérülése miatt nem léphetett pályára. 2014 májusában felvetődött, hogy elhagyja a Genket, illetve kijelentette, hogy egyszer szívesen visszatérne a DVTK-hoz. Végül maradt és továbbra is a kezdőcsapat tagjaként szerepelt, a bajnokság 12. fordulója után a játéknap legjobbjának is megválasztották. A 18. fordulóban a KAA Gent ellen újra csapata legjobbja volt, újfent büntetőt védett, majd a mérkőzés emberének is megválasztották.
A 2015-16-os szezon elején is Köteles maradt az első számú kapus, a bajnokság 3. fordulójában, a Zulte-Waregem elleni 0-0-s mérkőzésután ismét a találkozó legjobbjának választották. Augusztus 18-án, a KVC Westerlo elleni bajnokit követően a karjaiban vitte körbe a stadionban az ünneplő szurkolók előtt a Genk egy leukémiával küzdő fiatal szurkolólányát. A jelenet bejárta a belga és az európai sportsajtót. Ezt követően a Genk rossz sorozatba kezdett és Peter Maes vezetőedző Marco Bizotnak szavazott bizalmat, Köteles a kispadra szorult.
A 2016-17-es idényre a Waasland-Beveren vette kölcsön. 2016 decemberében, mikor a Beveren a Genket fogadta, a mérkőzés után a vendégszurkolók Kötelest éltették. 2017 februárjában elhunyt az édesanyja, a Genk szurkolói ekkor egy drapérián üzenve biztosították együttérzésükről a közönség kedvenc kapust. Az idényben 22 bajnokin védett a Beverenben, de a Genk vezetőedzője, Albert Stuivenberg kijelentette, a következő szezonban sem számít a magyar kapus szolgálataira.
2018. január 29-én a Genk hivatalos honlapján jelentette be, hogy közös megegyezéssel felbontotta Köteles szerződését, akinek megköszönték a klubnál eltöltött kilenc évet. A magyar kapus 191 tétmérkőzésen viselte a limburgi klubcsapat mezét.

### København
2018. március 5-én a szezon végig aláírt a Robin Olsen sérülése miatt új kapust kereső dán Københavnhoz. Március 12-én mutatkozott be új csapatában egy Helsingør elleni 4–3-as győzelem alkalmával.

### A válogatottban
Tehetségére Várhidi Péter is felfigyelt, és Balogh János sérülése miatt Kötelest hívta be a norvégok elleni keretbe 2007-ben. 2008-ban a magyar labdarúgó-válogatott szűk keretének tagja, és Erwin Koeman válogatottjában is helyet kapott. Fülöp Márton remek teljesítménye miatt eddig csak a válogatott kispadjáig jutott.
2009. április 22-én pályára lépett a Magyar ligaválogatott csapatában az AC Milan ellen.

## Sikerei, díjai
KRC Genk
- Belga bajnok: 2010–2011
- Belga Szuperkupa-győztes: 2011
- Belga Kupa-győztes: 2012/2013